# آرام (فلم)
آرام هو فيلم أكشن فرنسي، إنتاج عام 2022. كتب الفيلم وأخرجه روبرت كيشيشيان. تدور أحداث الفيلم بشكل أساسي في فرنسا بين عامي 1993 و2001. شخصية الفيلم الرئيسية هو آرام، وهو مناضل شاب من أرمن فرنسا، يحاول دعم المقاتلين في مرتفعات قره باغ ويتعامل مع تداعيات اغتيال جنراك تركي. عُرض فيم آرام للمرة الأولى عام 2002 في دور الفرض بفرنسا. وعرض في أمركيا في 2004 في مهرجان الأفلام الأرمينية الذي أقيم في سان فرانسيسكو.

## إصدار دي في دي
ظهر الفيلم بترجمة باللغة الإنجليزية في أمريكا، لكن إصدارات دي في دي التي بيعت لم تتضمن الترجمة الإنجليزية.

## وصلات خارجية
- Aram  في قاعدة بيانات الأفلام على الإنترنت (بالإنجليزية)
- آرام في أخبار الأفلام
- آرام في مراجعة Z
- جدول مهرجان الأفلام الأرمينية 2004